# Egelskopmot
De egelskopmot (Nymphula nitidulata) is een vlinder uit de familie grasmotten (Crambidae). De spanwijdte van de vlinder bedraagt tussen de 20 en 25 millimeter. De soort overwintert als rups.

## Verspreiding
De soort komt in geheel Europa voor met uitzondering van het uiterste noorden. Verder komt de egelskopmot in Rusland, Turkije en Israël voor. 

### Voorkomen in Nederland en België
De egelskopmot is in Nederland een wijdverbreide vrij algemene soort en in België een niet algemene soort. De soort kent één generatie die vliegt van eind april tot in augustus.

## Waardplanten
De egelskopmot heeft vooral egelskop en gele plomp als waardplanten. De rupsen kunnen onder water leven.